# (2163) Korczak
(2163) Korczak – planetoida z pasa głównego asteroid okrążająca Słońce w ciągu 5 lat i 207 dni w średniej odległości 3,14 au. Została odkryta 16 września 1971 roku w Krymskim Obserwatorium Astrofizycznym. Nazwa planetoidy została nadana na cześć Janusza Korczaka, polskiego pedagoga, pisarza i lekarza. Przed nadaniem nazwy planetoida nosiła oznaczenie tymczasowe (2163) 1971 SP1.